# Alain Sars
Pour les articles homonymes, voir Sars.
Alain Sars, né le 30 avril 1961 à Dombasle-sur-Meurthe, est un arbitre français de football.

## Biographie
Alain Sars commence l'arbitrage à l'âge de 14 ans. Tout de suite reconnu comme prometteur, il doit attendre ses 18 ans pour arbitrer au plus haut niveau.
Ses débuts internationaux se font en 1993, à l'âge de 32 ans.
Alain Sars est l'un des arbitres européens les plus expérimentés.
Il a notamment arbitré deux demi-finales de Ligue des Champions :
- Chelsea - Liverpool en 2005
- AC Milan - FC Barcelone en 2006

Il a été désigné, trois fois, par les joueurs eux-mêmes, meilleur arbitre de Ligue 1.
Il candidate en 2006 avec Frédéric Arnault et Vincent Texier pour la Coupe du monde en Allemagne, mais on lui préfèrera le trio constitué d'Eric Poulat de Lionel Dagorne et Vincent Texier (qui suppléa Nelly Viennot dont les tests physiques n'avaient pas été satisfaisants au regard des exigences de la FIFA).